# Synagoge (Tours)

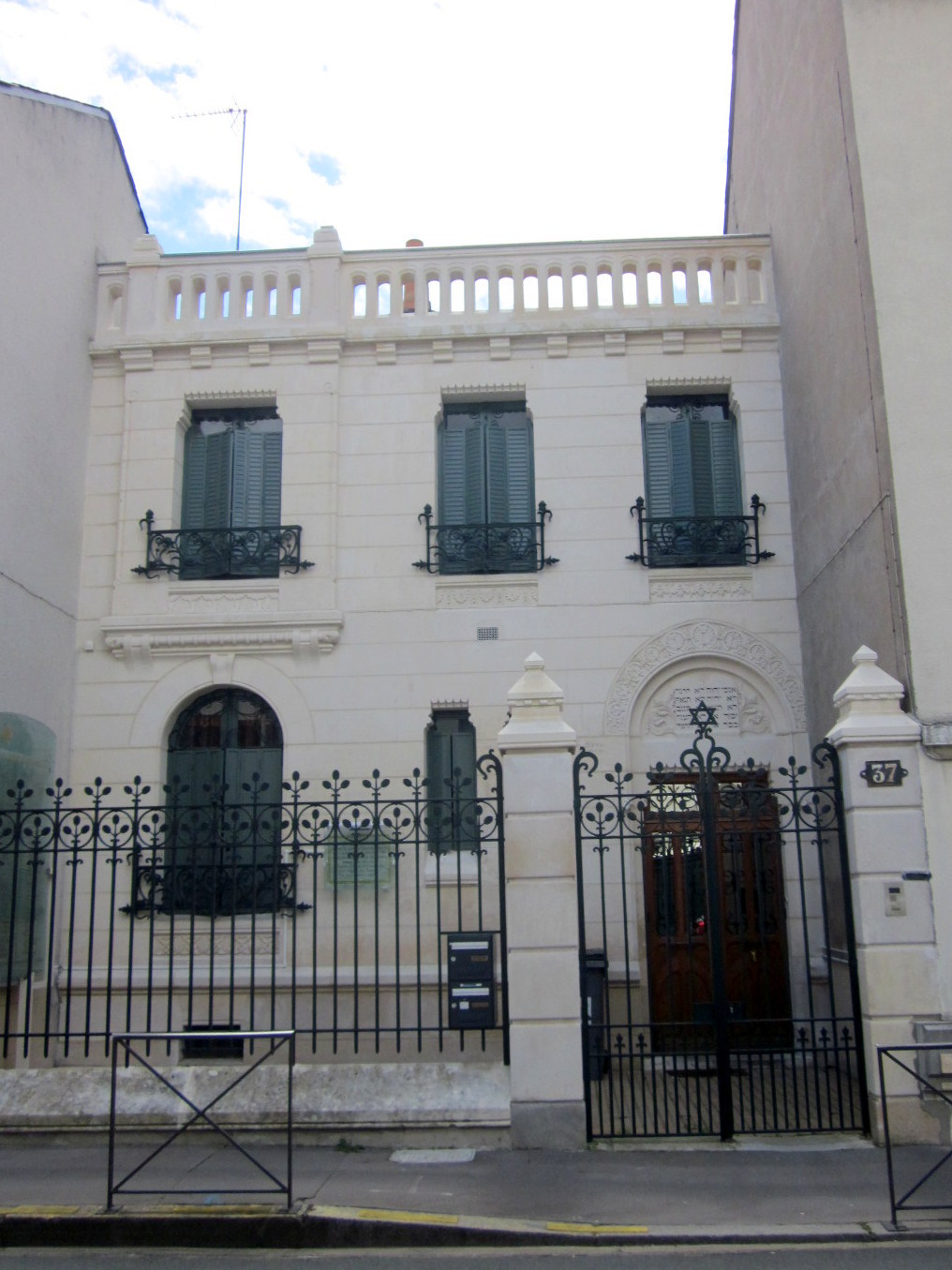
Synagoge in Tours

Die Synagoge in der französischen Stadt Tours im Département Indre-et-Loire in der Region Centre-Val de Loire wurde 1908 errichtet. Die Synagoge in der Rue Parmentier Nr. 37 ist seit 1974 ein geschütztes Baudenkmal (Monument historique).
Die Synagoge aus Kalksteinmauerwerk entstand nach den Plänen des Architekten Victor Tondu, der auch die Synagoge Vincennes erbaute. Zur gleichen Zeit wurde neben der Synagoge das Wohnhaus des Rabbiners errichtet.
Nach dem Zweiten Weltkrieg wurde die Frauenempore vergrößert und 1948 wurden neue Bleiglasfenster eingebaut.